# Houston McTear
Houston Edward McTear (* 12. Februar 1957 im Okaloosa County, Florida, Vereinigte Staaten; † 1. November 2015 in Stockholm, Schweden) war ein US-amerikanischer Sprinter.
Am 9. Mai 1975 stellte er in Winter Park den Weltrekord über 100 Yards von 9,0 s ein.
1976 qualifizierte er sich bei den US-Trials als Zweiter über 100 m für die Olympischen Spiele in Montreal, musste jedoch verletzungsbedingt seinen Platz Johnny Jones überlassen.
1978 wurde er US-Hallenmeister über 60 Yards und 1990 Schwedischer Hallenmeister über 60 m.
1993 heiratete er seine schwedische Trainerin Linda Haglund.
Houston McTear starb im November 2015 im Alter von 58 Jahren an den Folgen eines Bronchialkarzinoms. Seine Frau Linda überlebte ihn nur um drei Wochen.

## Persönliche Bestzeiten
- 50 m (Halle): 5,76 s, 26. Januar 1979, Daly City
- 60 m (Halle): 6,54 s, 7. Januar 1978, Long Beach (ehemaliger Weltrekord)
- 100 m: 10,13 s, 12. Juni 1977, Köln